# Atlantischer Ozean

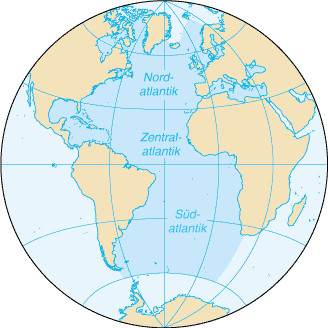
Karte des Atlantischen Ozeans

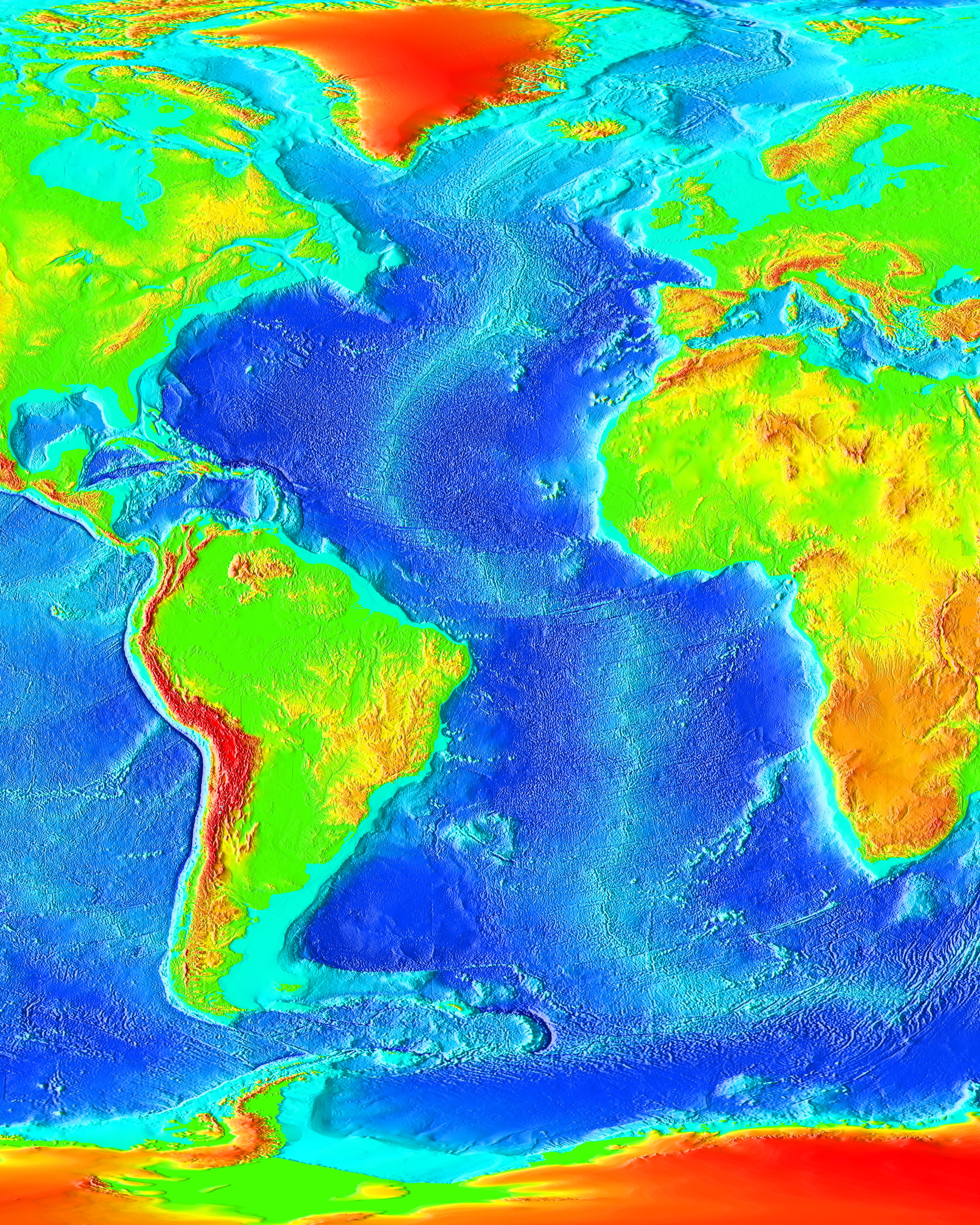
Atlantischer Ozean, Relief

Der Atlantische Ozean, auch Atlantik genannt, ist nach dem Pazifik der zweitgrößte Ozean der Erde. Als Grenzen gelten die Polarkreise und die Meridiane durch Kap Agulhas im Osten und Kap Hoorn im Westen. Die von ihm bedeckte Fläche beträgt 79.776.350 km², mit den Nebenmeeren 89.757.830 km² und mit dem Arktischen Ozean 106,2 Millionen km², insgesamt etwa ein Fünftel der Erdoberfläche. Dabei liegt die durchschnittliche Wassertiefe (bei Einschluss aller Nebenmeere) bei 3.293 Metern.

## Namensherkunft
Der Name geht auf den Begriff Atlantìs thálassa der altgriechischen Sprache zurück: Ἀτλαντὶς θάλασσα ‚Meer des Atlas‘.

## Geographie

Laurasia und Gondwana im Trias

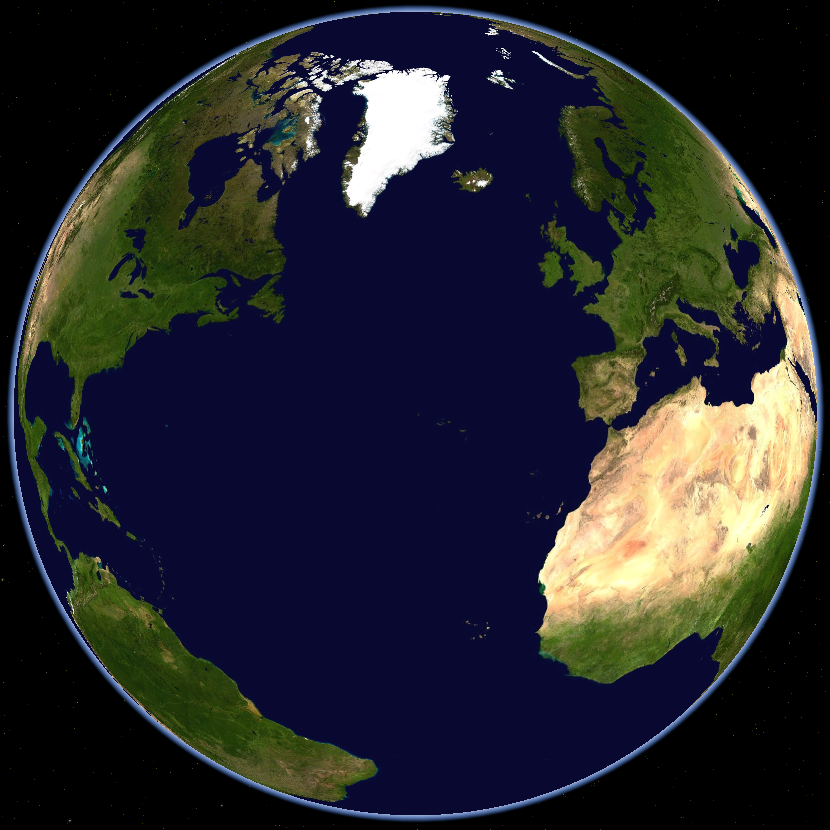
Nordatlantik

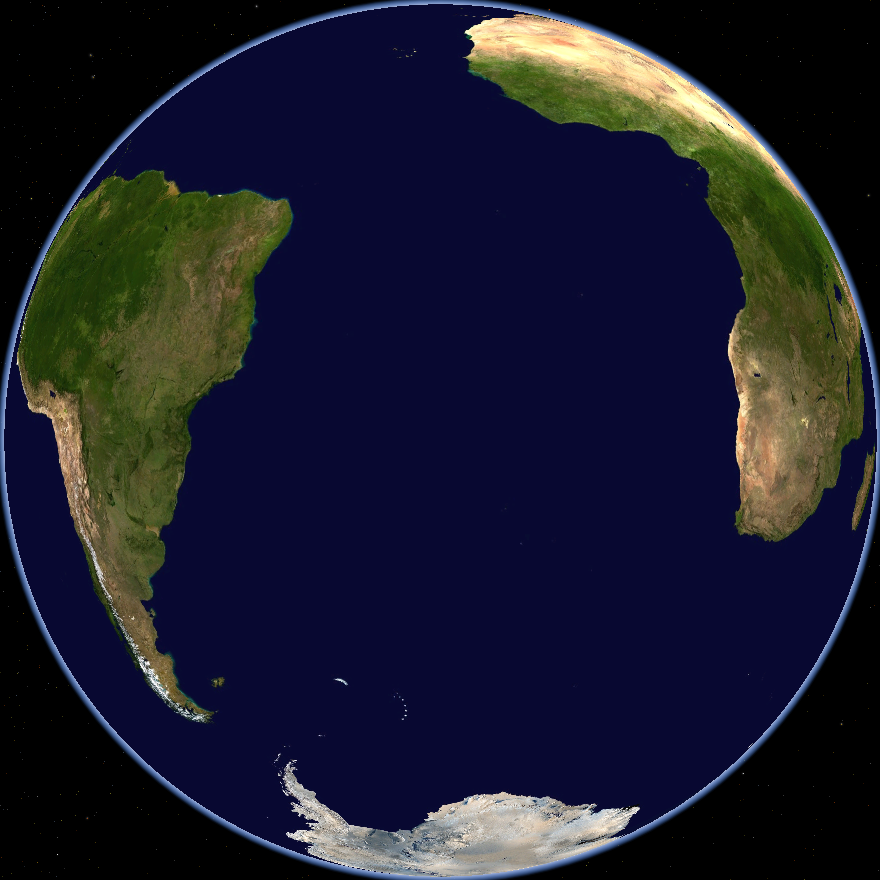
Südatlantik

Der Atlantik entstand im Mesozoikum durch die Teilung der erdgeschichtlichen Kontinente Laurasia im Norden und Gondwana im Süden. Heute trennt er Europa und Afrika vom amerikanischen Kontinent. Der Mittelatlantische Rücken überragt den Tiefseeboden um bis zu 3000 Meter und trennt die west- von der ostatlantischen Senke des Ozeans.
Der Atlantische Ozean liegt fast ausschließlich auf der Westhalbkugel der Erde. Er ist umgeben von der Arktis bzw. dem Arktischen Ozean im Norden, Europa, Afrika und dem Indischen Ozean im Osten, der Antarktis bzw. dem Südlichen Ozean im Süden sowie Südamerika und Nordamerika im Westen. Der Atlantik kann entlang des Äquators in Nord- und Südatlantik unterteilt werden; gelegentlich wird er auch entlang der Wendekreise in Nord-, Zentral- und Südatlantik unterteilt.
Der Atlantik birgt ein Wasservolumen von rund 354,7 Mio. km³. Seine größte Breite beträgt 9000 km zwischen Senegal und dem Golf von Mexiko, die geringste 1500 km zwischen Norwegen und Grönland. Die maximale Tiefe wird mit etwa 8.400 Metern im Milwaukeetief erreicht, einem Teil des Puerto-Rico-Grabens. Der Golfstrom, der aus der Karibik kommt und quer über den Atlantik bis nach Grönland zieht, ist für das relativ milde Klima an den nordeuropäischen Küsten verantwortlich. Wegen des intensiven Schiffsverkehrs auf den Nebenmeeren (u. a. Mittelmeer, Nord- und Ostsee) und des Transitverkehrs zwischen Europa und Nordamerika ist der Atlantik das verkehrsreichste Weltmeer.

### Nebenmeere
Der Atlantik hat bedeutende Mittel-, Rand- und Binnenmeere:
| Bezeichnung               | Art        | Fläche (km²) | Mittlere Tiefe (m) |
| ------------------------- | ---------- | ------------ | ------------------ |
| Europäisches Nordmeer     | Randmeer   | 1.380.000    | ~1.750             |
| Europäisches Mittelmeer   | Binnenmeer | 2.500.000    | 1.430              |
| Irmingersee               | Randmeer   | 800.000      | 2.800              |
| Nordsee                   | Randmeer   | 575.000      | 94                 |
| Ostsee                    | Binnenmeer | 413.000      | 52                 |
| Amerikanisches Mittelmeer | Mittelmeer | 4.354.000    | 2.216              |
| Baffin Bay                | Randmeer   | 689.000      | 861                |
| Labradorsee               | Randmeer   | 841.000      | 1.898              |
| Biskaya                   | Randmeer   | 223.000      | 1744               |
| Ärmelkanal                | Randmeer   | 75.000       | 63                 |
| Keltische See             | Randmeer   | 300.000      | < 100              |
| Irische See               | Randmeer   | 104.000      | < 175              |
| Schottische See           | Randmeer   | 43.940       | < 260              |
| Kattegat                  | Randmeer   | 22.000       | 80                 |
| Sargassosee               | Randmeer   | 5.300.000    | 5.000              |
| Scotiasee                 | Randmeer   | 900.000      |                    |
| Golf von Maine            | Randmeer   | 93.000       |                    |
| Sankt-Lorenz-Golf         | Randmeer   | 240.000      |                    |
| Golf von Guinea           | Randmeer   |              |                    |

### Natürliche Verbindungen zu den anderen Weltmeeren

#### Nordatlantik
Die Dänemarkstraße zwischen Grönland und Island sowie die Davisstraße mit der Baffin Bay zwischen Kanada und Grönland verbinden den Atlantik mit dem Arktischen Ozean. Östlich von Island geht das Europäische Nordmeer in den Arktischen Ozean über, der gegenüberliegend mit der Beringsee und damit mit dem Nordpazifik verbunden ist. Da der zentrale Arktische Ozean für die gemeine Seefahrt unzugänglich ist, haben vor allem die Routen Bedeutung, die entlang der Nordküsten von Eurasien und Nordamerika verlaufen.

#### Südatlantik
Die größte zusammenhängende Verbindung des Atlantik mit den übrigen Ozeanen erstreckt sich südlich von Kap Agulhas (Südafrika). Der durch diesen Ort laufende Meridian trennt den Atlantik vom Indischen Ozean. Im Süden bildet der 60. Breitengrad die durch den Antarktisvertrag willkürlich gezogene Grenze zum Südpolarmeer. Natürliche Verbindungen zum Pazifischen Ozean sind die Magellanstraße, der Beagle-Kanal und die Drakestraße um Kap Hoorn.

### Künstliche Verbindungen
Um eine einfache Anbindung an den Pazifik und den Indischen Ozean zu schaffen, wurden Kanäle einerseits vom Amerikanischen (Panamakanal, seit 1914) und andererseits vom Europäischen Mittelmeer (Sueskanal, seit 1869) gebaut. Beide Kanäle trennen dabei kontinentale Landmassen voneinander.

### Anrainerstaaten
Um den Atlantischen Ozean herum und an seinen Nebenmeeren liegen zahlreiche Staaten, die im Osten zur Ostfeste und im Westen zur Westfeste gezählt werden. Durch das Mittelmeer hat er auch Zugang zum asiatischen Kontinent, womit der Atlantik Anrainerstaaten auf fünf der sieben Kontinente hat, so viel wie kein anderer.

#### Ostfeste
Europa liegt abgesehen vom äußersten Norden des Kontinents ausschließlich am Atlantik und seinen Nebenmeeren. Asien wird nur über das Mittelmeer, das Marmarameer und das Schwarze Meer mit dem Atlantik verbunden. In Afrika beschränkt sich das Anrainergebiet des Atlantiks auf die direkten Küstenstaaten.
| Staat/Gebiet                 | Meer                                                      | Kontinent           | Anmerkung                                                                  |
| ---------------------------- | --------------------------------------------------------- | ------------------- | -------------------------------------------------------------------------- |
| Island                       | Atlantik                                                  | Europa, Nordamerika | Inselstaat                                                                 |
| Norwegen                     | Atlantik, Europäisches Nordmeer                           | Europa              |                                                                            |
| Schweden                     | Ostsee, Kattegat                                          | Europa              |                                                                            |
| Finnland                     | Ostsee                                                    | Europa              |                                                                            |
| Russland                     | Finnischer Meerbusen, Ostsee, Schwarzes Meer              | Europa, Asien       |                                                                            |
| Estland                      | Ostsee, Finnischer Meerbusen                              | Europa              |                                                                            |
| Lettland                     | Ostsee                                                    | Europa              |                                                                            |
| Litauen                      | Ostsee                                                    | Europa              |                                                                            |
| Polen                        | Ostsee                                                    | Europa              |                                                                            |
| Deutschland                  | Ostsee, Nordsee                                           | Europa              |                                                                            |
| Dänemark                     | Ostsee, Kattegat, Nordsee                                 | Europa              | Außerdem Färöer und Grönland mit direktem Zugang zum Atlantik              |
| Niederlande                  | Nordsee                                                   | Europa              | Außerdem Überseegebiete mit Zugang zum Atlantik                            |
| Vereinigtes Königreich       | Nordsee, Ärmelkanal, Keltische See, Irische See, Atlantik | Europa              | Inselstaat; außerdem Überseegebiete mit Zugang zum Atlantik und Mittelmeer |
| Irland                       | Irische See, Keltische See, Atlantik                      | Europa              | Inselstaat                                                                 |
| Belgien                      | Nordsee                                                   | Europa              |                                                                            |
| Frankreich                   | Ärmelkanal, Biskaya, Mittelmeer                           | Europa              | Außerdem Überseegebiete mit Zugang zum Atlantik                            |
| Spanien                      | Biskaya, Atlantik, Mittelmeer                             | Europa              |                                                                            |
| Portugal                     | Atlantik                                                  | Europa              |                                                                            |
| Monaco                       | Mittelmeer                                                | Europa              |                                                                            |
| Italien                      | Mittelmeer, Adria                                         | Europa              |                                                                            |
| Malta                        | Mittelmeer                                                | Europa              | Inselstaat                                                                 |
| Slowenien                    | Adria                                                     | Europa              |                                                                            |
| Kroatien                     | Adria                                                     | Europa              |                                                                            |
| Bosnien und Herzegowina      | Adria                                                     | Europa              |                                                                            |
| Montenegro                   | Adria                                                     | Europa              |                                                                            |
| Albanien                     | Adria                                                     | Europa              |                                                                            |
| Griechenland                 | Ägäis, Mittelmeer                                         | Europa              |                                                                            |
| Türkei                       | Mittelmeer, Ägäis, Marmarameer, Schwarzes Meer            | Europa, Asien       |                                                                            |
| Bulgarien                    | Schwarzes Meer                                            | Europa              |                                                                            |
| Rumänien                     | Schwarzes Meer                                            | Europa              |                                                                            |
| Ukraine                      | Schwarzes Meer                                            | Europa              |                                                                            |
| Georgien                     | Schwarzes Meer                                            | Europa, Asien       |                                                                            |
| Zypern                       | Mittelmeer                                                | Europa, Asien       | Inselstaat                                                                 |
| Syrien                       | Mittelmeer                                                | Asien               |                                                                            |
| Libanon                      | Mittelmeer                                                | Asien               |                                                                            |
| Israel                       | Mittelmeer                                                | Asien               |                                                                            |
| Palästina                    | Mittelmeer                                                | Asien               | Gebiet des nur teilweise anerkannten Staat Palästina                       |
| Ägypten                      | Mittelmeer                                                | Asien, Afrika       |                                                                            |
| Libyen                       | Mittelmeer                                                | Afrika              |                                                                            |
| Tunesien                     | Mittelmeer                                                | Afrika              |                                                                            |
| Algerien                     | Mittelmeer                                                | Afrika              |                                                                            |
| Marokko                      | Mittelmeer, Atlantik                                      | Afrika              | Auch die von Marokko beanspruchte Westsahara                               |
| Mauretanien                  | Atlantik                                                  | Afrika              |                                                                            |
| Kap Verde                    | Atlantik                                                  | Afrika              | Inselstaat                                                                 |
| Senegal                      | Atlantik                                                  | Afrika              |                                                                            |
| Gambia                       | Atlantik                                                  | Afrika              |                                                                            |
| Guinea-Bissau                | Atlantik                                                  | Afrika              |                                                                            |
| Guinea                       | Atlantik                                                  | Afrika              |                                                                            |
| Sierra Leone                 | Atlantik                                                  | Afrika              |                                                                            |
| Liberia                      | Atlantik, Golf von Guinea                                 | Afrika              |                                                                            |
| Elfenbeinküste               | Golf von Guinea                                           | Afrika              |                                                                            |
| Ghana                        | Golf von Guinea                                           | Afrika              |                                                                            |
| Togo                         | Golf von Guinea                                           | Afrika              |                                                                            |
| Benin                        | Golf von Guinea                                           | Afrika              |                                                                            |
| Nigeria                      | Golf von Guinea                                           | Afrika              |                                                                            |
| Kamerun                      | Golf von Guinea                                           | Afrika              |                                                                            |
| São Tomé und Príncipe        | Golf von Guinea                                           | Afrika              | Inselstaat                                                                 |
| Äquatorialguinea             | Golf von Guinea, Atlantik                                 | Afrika              | Festlandsteil Mbini und die Inseln Bioko und Annobón                       |
| Gabun                        | Golf von Guinea, Atlantik                                 | Afrika              |                                                                            |
| Republik Kongo               | Atlantik                                                  | Afrika              |                                                                            |
| Angola                       | Atlantik                                                  | Afrika              | Mit der Exklave Cabinda                                                    |
| Demokratische Republik Kongo | Atlantik                                                  | Afrika              |                                                                            |
| Namibia                      | Atlantik                                                  | Afrika              |                                                                            |
| Südafrika                    | Atlantik                                                  | Afrika              |                                                                            |

#### Westfeste
Auf der Westfeste (Amerika) reicht der Atlantik mit seinem Amerikanischen Mittelmeer weit in den Kontinent hinein. Viele der Länder von Kanada im Norden über Panama in Mittelamerika bis Chile in Südamerika haben neben ihrem Atlantikzugang im Osten auch gleichzeitig einen Zugang zum Pazifischen Ozean im Westen.
| Staat/Gebiet                   | Meer                                                   | Kontinent                           | Anmerkung                                 |
| ------------------------------ | ------------------------------------------------------ | ----------------------------------- | ----------------------------------------- |
| Kanada                         | Hudson Bay, Labradorsee, Sankt-Lorenz-Golf, Atlantik   | Nordamerika                         |                                           |
| Vereinigte Staaten             | Golf von Maine, Sargassosee, Atlantik, Golf von Mexiko | Nordamerika                         | Außerdem Außengebiete im karibischen Raum |
| Mexiko                         | Golf von Mexiko                                        | Nordamerika                         |                                           |
| Bahamas                        | Sargassosee, Atlantik                                  | Mittelamerika (Westindische Inseln) | Inselstaat                                |
| Kuba                           | Golf von Mexiko, Karibik, Atlantik                     | Mittelamerika (Westindische Inseln) | Inselstaat                                |
| Jamaika                        | Karibik                                                | Mittelamerika (Westindische Inseln) | Inselstaat                                |
| Haiti                          | Karibik, Atlantik                                      | Mittelamerika (Westindische Inseln) | Inselstaat                                |
| Dominikanische Republik        | Karibik, Atlantik                                      | Mittelamerika (Westindische Inseln) | Inselstaat                                |
| Costa Rica                     | Karibik                                                | Mittelamerika                       |                                           |
| Belize                         | Karibik                                                | Mittelamerika                       |                                           |
| Guatemala                      | Karibik                                                | Mittelamerika                       |                                           |
| Honduras                       | Karibik                                                | Mittelamerika                       |                                           |
| Nicaragua                      | Karibik                                                | Mittelamerika                       |                                           |
| Panama                         | Karibik                                                | Mittelamerika                       |                                           |
| Antigua und Barbuda            | Karibik, Atlantik                                      | Mittelamerika (Westindische Inseln) | Inselstaat                                |
| St. Kitts und Nevis            | Karibik, Atlantik                                      | Mittelamerika (Westindische Inseln) | Inselstaat                                |
| Dominica                       | Karibik, Atlantik                                      | Mittelamerika (Westindische Inseln) | Inselstaat                                |
| St. Lucia                      | Karibik, Atlantik                                      | Mittelamerika (Westindische Inseln) | Inselstaat                                |
| St. Vincent und die Grenadinen | Karibik, Atlantik                                      | Mittelamerika (Westindische Inseln) | Inselstaat                                |
| Grenada                        | Karibik, Atlantik                                      | Mittelamerika (Westindische Inseln) | Inselstaat                                |
| Barbados                       | Karibik, Atlantik                                      | Mittelamerika (Westindische Inseln) | Inselstaat                                |
| Trinidad und Tobago            | Karibik, Atlantik                                      | Mittelamerika (Westindische Inseln) | Inselstaat                                |
| Kolumbien                      | Karibik                                                | Südamerika                          |                                           |
| Venezuela                      | Karibik, Atlantik                                      | Südamerika                          |                                           |
| Guyana                         | Atlantik                                               | Südamerika                          |                                           |
| Suriname                       | Atlantik                                               | Südamerika                          |                                           |
| Brasilien                      | Atlantik                                               | Südamerika                          |                                           |
| Uruguay                        | Atlantik                                               | Südamerika                          |                                           |
| Argentinien                    | Atlantik                                               | Südamerika                          |                                           |
| Chile                          | Atlantik, Magellanstraße                               | Südamerika                          |                                           |

## Geschichte

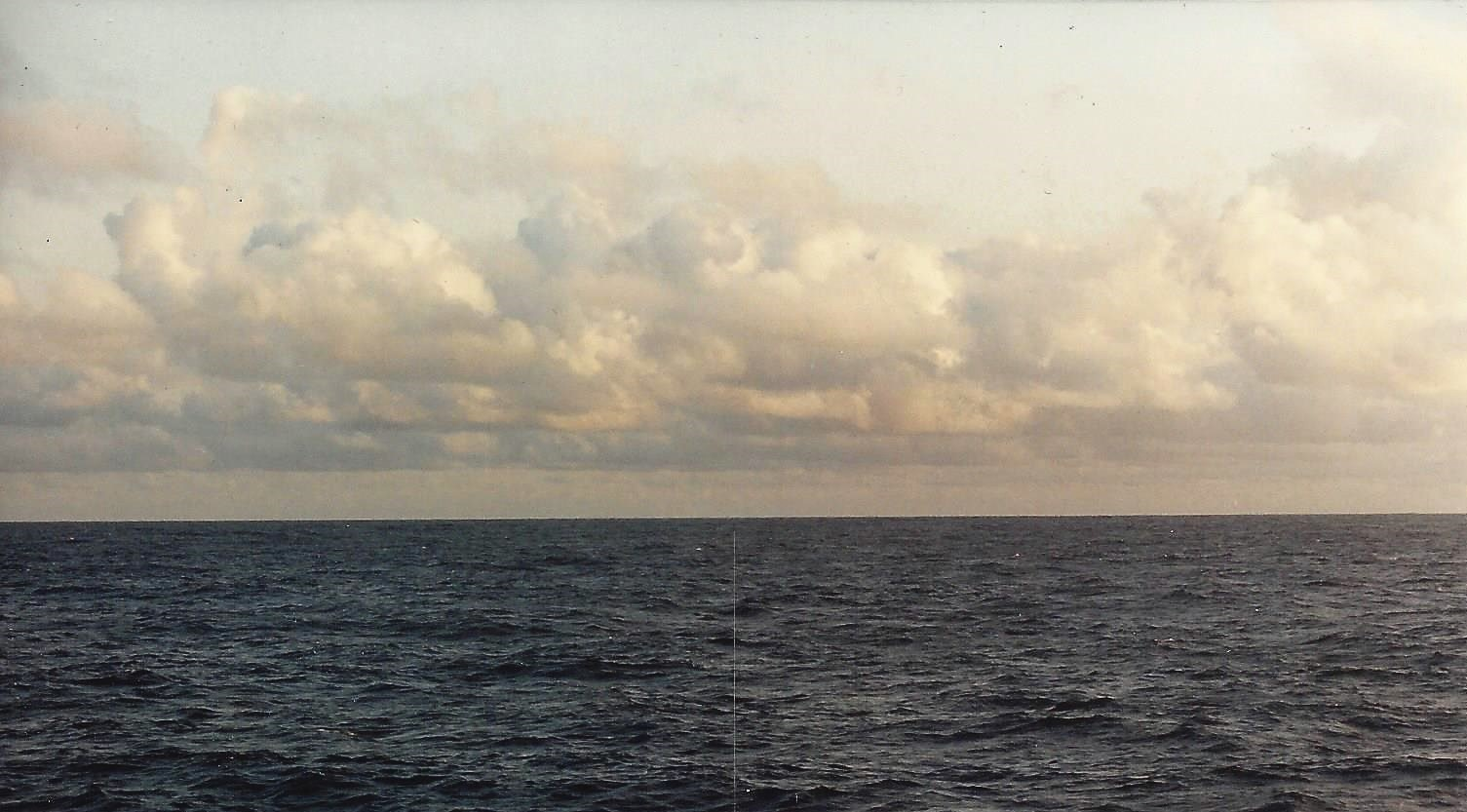
Äquator im Atlantik

Als erster Europäer, der den Atlantik überquerte, gilt Leif Eriksson, der um das Jahr 1000 von Grönland aus die Nordostküste Kanadas (Vinland) erreichte. Im 15. Jahrhundert begann die Europäische Expansion mit den Entdeckungsfahrten der Portugiesen nach Afrika und der Spanier nach Amerika. Bis ins 19. Jahrhundert wurde der atlantische Sklavenhandel betrieben. Erst nach Eröffnung des Sueskanals im November 1869 wurde es möglich, durch das Mittelmeer nach Persien, Indien oder Asien zu fahren. Bis dahin mussten die Schiffe das Kap der Guten Hoffnung umrunden. Der Atlantik ist nach wie vor der meistbefahrene Ozean.

### Welthandel
Seit 1945 hat der Welthandel stark zugenommen; im Zuge der Globalisierung hat sich die Arbeitsteilung zwischen den Volkswirtschaften stark verändert. Große Teile des Welthandels erfolgen per Schiff (Handelsschifffahrt). Die durchschnittliche Größe der Handelsschiffe hat stark zugenommen; seit den 1960er Jahren hat der Container die Stückgutschiffe weitgehend entbehrlich und den Transport von Stückgut sehr viel effizienter und billiger gemacht (siehe auch Containerisierung, Containerschiff). Große Schiffe haben meist einen großen Tiefgang und brauchen Tiefwasserhäfen.
Teile des Atlantiks gelten als überfischt.

### Strategische Bedeutung
Im 19. Jahrhundert war das British Empire die unangefochtene Seemacht. Von 1914 bis 1918, im ganzen Ersten Weltkrieg, praktizierte die Royal Navy eine Seeblockade des Deutschen Kaiserreichs; die Reichsregierung antwortete mit U-Boot-Angriffen.

### Forschungsgeschichte
Die Deutsche Atlantische Expedition erkundete den südlichen Teil des Atlantiks (und die Atmosphäre darüber) von Mitte 1925 bis Mitte 1927 mit dem Forschungsschiff Meteor. Es fuhr dreizehn Mal auf verschiedenen Breitengraden von Ost nach West und zurück und erstellte dabei per Echolot Tiefenprofile des Meeresbodens.
Flugzeuge sammelten große Mengen Wetterdaten. Seit dem Aufkommen von Satelliten sind diese der Hauptlieferant von Daten für die Erforschung des Atlantiks.

## Meeresboden, Wasser
Auf dem Boden des Atlantiks gibt es außer Tiefseebecken, Tiefseerinnen und Meerestiefs und einigen niedrigeren Schwellen als auffälligste Struktur den Mittelatlantischen Rücken. Das ist eine zerklüftete Erhebung auf einer divergierenden Plattengrenze, die den Atlantik etwa in der Mitte von Nord nach Süd durchzieht. Hier steigt beständig Lava auf, welche die zwei angrenzenden ozeanischen Platten auseinanderschiebt, dadurch den Atlantik verbreitert und die dahinter liegenden Kontinente immer weiter auseinandertreibt; der Ablauf ist durch Datierung der Gesteine auf dem Ozeanboden nachgewiesen, die je weiter entfernt vom Rücken desto älter sind.
Zu den Tiefseerinnen und Meerestiefs gehört der Puerto-Rico-Graben mit dem 9219 m unter dem Meeresspiegel liegenden Milwaukeetief, der tiefsten Stelle des ganzen Atlantiks.

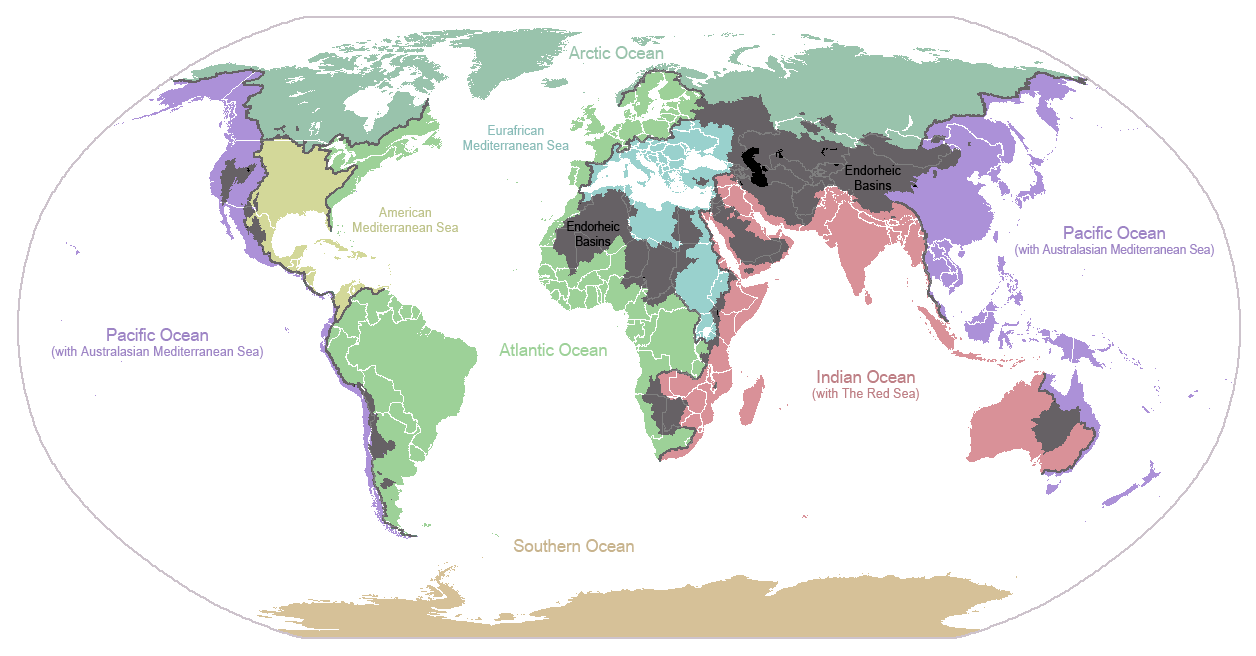
Wasserscheiden

In den Atlantischen Ozean fließen zahlreiche Flüsse:
- von der Ostküste der Vereinigten Staaten bzw. Kanadas aus (siehe Nordamerikanische kontinentale Wasserscheide)
- von Mittelamerika aus (Mexiko, Guatemala, Honduras, Nicaragua, Costa Rica, Panama)
- von Südamerika aus (Kolumbien, Venezuela, Guayana, Suriname, Französisch-Guyana, Brasilien, Uruguay, Argentinien)
- von der Westküste Afrikas (Westafrika, Zentralafrika, Namibia, Westküste Südafrikas)
- von Europa aus (soweit sie nicht ins Mittelmeer, die Ostsee oder das Nordmeer fließen; siehe Europäische Hauptwasserscheide)

Sie transportieren mit ihrem Wasser auch zahlreiche Schadstoffe und Nährstoffe in den Atlantik.

## Salzgehalt
Der Atlantische Ozean hat im Durchschnitt einen Salzgehalt von etwa 3,54 %, während der Wert im Pazifik bei 3,45 % und im Indischen Ozean bei 3,48 % liegt. Im Randmeer Nordsee ist der Salzgehalt mit 3,2–3,5 % schon merklich niedriger. In der Nähe von Flussmündungen fällt er auf 1,5–2,5 % und erreicht in der Ostsee, die fast vollständig von Festland umgeben ist und nur geringen Wasseraustausch mit dem Atlantik hat, nur noch 0,2–2,0 %.

## Inseln
Einige der größten Inseln der Erde liegen im Atlantischen Ozean: Die Britischen Inseln, Grönland, Irland, Island und Neufundland. Archipele sind die Azoren, die Bahamas, die Bermudas, die Falklandinseln, die brasilianische Inselgruppe Fernando de Noronha, die Großen Antillen, die zur Kamerunlinie gehörige Inselgruppe um São Tomé und Príncipe, die Kanaren, die Kleinen Antillen, die unbewohnten Sankt-Peter-und-Sankt-Pauls-Felsen, die Scilly-Inseln und der Inselstaat Kap Verde. Isolierte Inseln sind Annobón, Ascension, Bioko, Bouvetinsel, Gough-Insel, Madeira, St. Helena, Trindade und Tristan da Cunha.

## Regatten
Auf dem Atlantik werden berühmte Regatten gesegelt:
- Fastnet-Rennen
- Ozean-Wettfahrt Bermuda-Cuxhaven 1936
- Solitaire du Figaro
- Vendée Globe
- Volvo Ocean Race
- DaimlerChrysler North Atlantic Challenge
- Kapstadt–Rio de Janeiro[4]